# خليل القمرائي
آية الله الحاج ميرزا خليل القمرائي (الفارسية: خلیل کمره‌ای) (1898، في فرنق - 1984، في طهران ، إيران) كان مؤلفًا إيرانيًا وباحثًا وفيلسوفًا في اللاهوت المعاصر سعى إلى توحيد الطوائف الإسلامية الداعمة، ارتحل لبعض البلاد العربية، وتعجّب من الفهم الخاطئ للتشيع هناك، ومن كُره الطوائف الأخيرة، فبذل جهده لتوحيد ما أسماه الأمة الإسلامية، ظنًّا منه أنه السبيل الوحيد لإعادة المجد للحضارات الإسلامية، وأن البلاد الإسلامية لا يمكن أن تتطور إذا كانت تفكر هكذا.
تلقى تعليمه عند عبد الكريم الحائري اليزدي في أراك وقم. واصل دراسته لمختلف المواضيع الإسلامية والفلسفية طوال حياته. عمل مع الإدارة في مدينة الفاتيكان على العديد من الأسئلة الفلسفية، والتي أصدرها فيما بعد في كتاب منفصل. سافر إلى القاهرة نيابة عن السيد حسين البروجردي والشيخ محمود شلتوت المفتي العام وعميد جامعة الأزهر للفتوى. كان إمامًا لجماعة مسجد فخر الدولة في طهران لأكثر من ثلاثة عقود، ودرّس في جامعة الإلهيات في طهران لمدة خمس سنوات.

## الوفاة
تُوفي في منزله بطهران، يوم الخميس 11 تشرين الأول 1984م، بعد صراعه مع مرض دام عامين. ودُفن في قم، بالقرب من مرقد فاطمة المعصومة.